# Jonny Mosquera
Jonny Ferney Mena Mosquera, född 17 februari 1991, är en colombiansk fotbollsspelare som spelar för den colombianska klubben América de Cali.

## Livorno
Sommaren 2013 lånade nyblivna Serie A-klubben Livorno Mosquera. Mosquera hade initialt svårt att ta plats och spelade ingenting under säsongens första halva. Under våren 2014 fick han mer speltid och startade säsongen båda sista matcher
3 juli 2014 offentliggjorde Livorno att klubben förlängt lånet av Mosquera ytterligare ett år. 